# Національний театр Словаччини

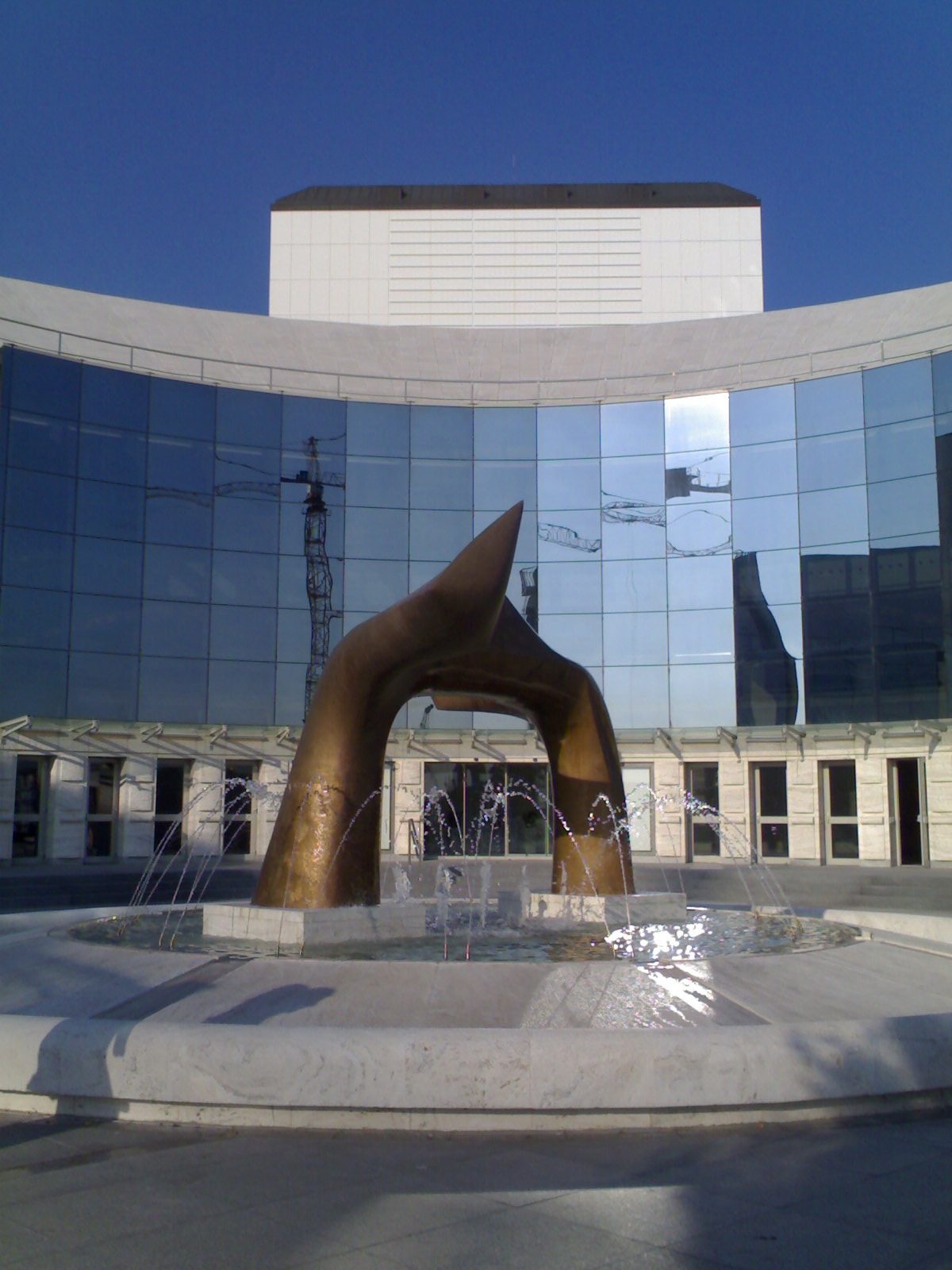
Сучасне приміщення театру

Національний театр Словаччини (словац. Slovenské národné divadlo) — театр у Братиславі, заснований 1920 року Янком Бородачем, Ольгою Орсаковою-Бородачевою та Андреєм Багаром. Має дві сценічні майданчики — у будинку, побудованому у 1886 році архітектурним бюро Фельнера та Гельмера, та у приміщенні, відкритому 2007 року. У театрі ставлять драматичні спектаклі, опери та балети. Першою поставленою оперою була опера «Поцілунок» Бедржиха Сметани.

## Історія
Після створення Чехословацької республіки ідея професійного словацького театру поволі почала реалізовуватися. У 1919 р. SND Cooperative доручив створити Словацький національний театр (СНТ). Кооператив уклав контракт з директором Східночеської компанії Бедржихом Єржабеком. Саме його оперно-драматичний ансамбль у 1920 році розпочав діяльність усіх трьох ансамблів SND (драма, опера, балет) у будівлі колишнього муніципального театру.
Опера розпочала свою діяльність 1 березня 1920 року з постановки чеського композитора Бедржіха Сметани «Поцілунок». Через день драматичний ансамбль представив виставу «Маріша» братів Алоїза та Вілема Мрштіка. Балетна секція театру дебютувала у постановці «Коппелія» Лео Деліба 19 травня 1920 р. Перша вистава на словацькій мові відбулася також у травні того ж року з виконанням одноактових п'єс «Hriech» і «V službe» Йозефа Грегора-Тайовського.
Більшість оригінального репертуару театру було виконано чеською мовою, оскільки не було достатньо словацьких п'єс, перекладів, акторів чи співаків. Перші словацькі актори-професіонали Андрей Багар, Янко Бородач, Ольга Бородачова, Йозеф Келло та Гашпар Арбет становили ядро промо-драматичного ансамблю SND.
Ансамблі SND грали спочатку в трьох різних будівлях — драматичний ансамбль грав у будівлі театру імені Павла Оршага Гвіздослава на вулиці Лаурінська та на Малій сцені Словацького національного театру на вулиці Достоєвського. Опера та балет розміщувались в історичній будівлі на площі Гвєздослава. 14 квітня 2007 р. SND переїхав у нову будівлю на вулиці Прибінова 17, в якому всі три ансамблі грають під одним дахом. Місце вміщує 1700 місць. На додаток до нового будинку SND, театральна компанія також продовжує використовувати історичну будівлю, де досі проводяться оперні, балетні та драматичні вистави.

## Стара будівля

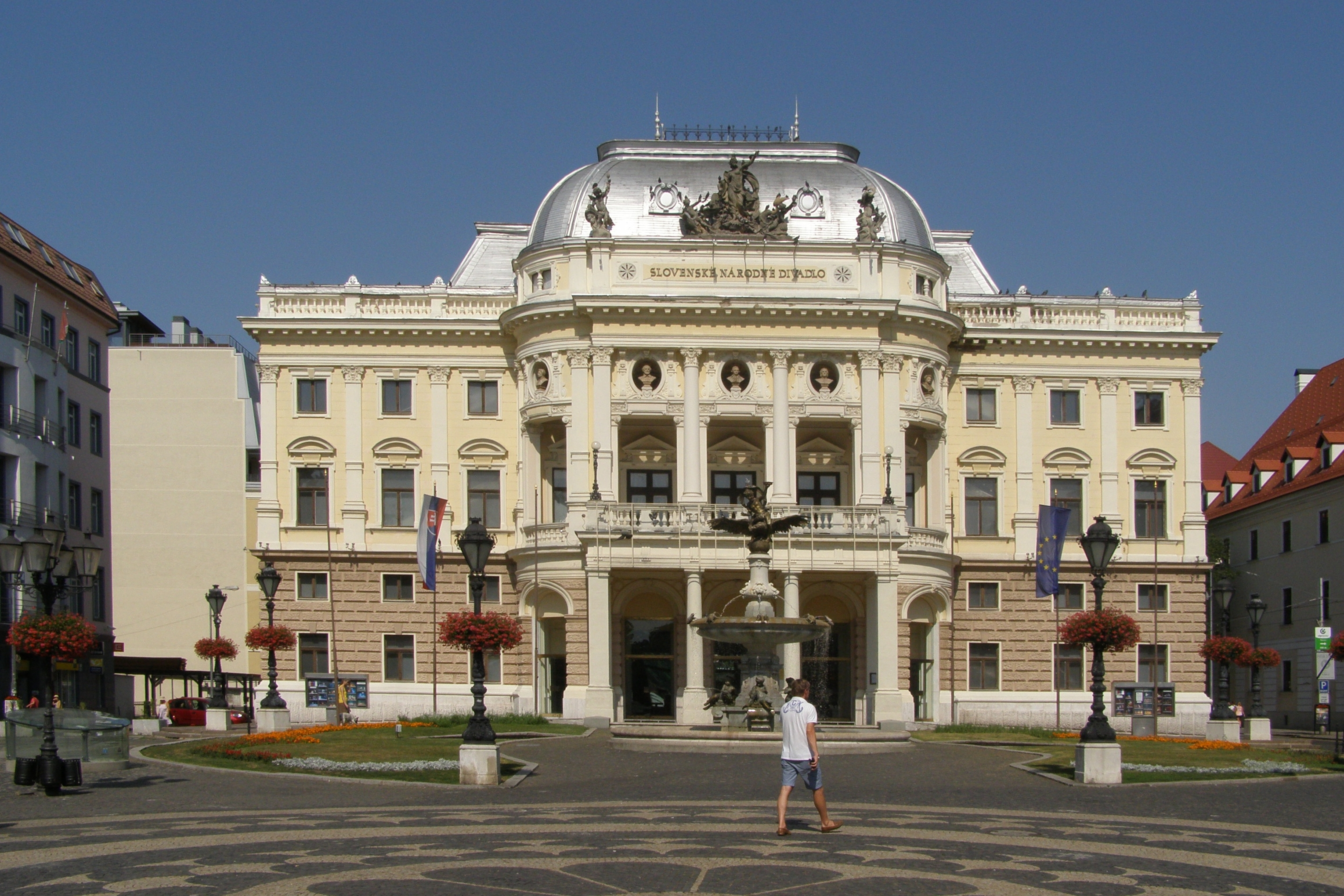
Стара будівля Словацького національного театру

Розташована на площі Гвєздослава, неоренесансна споруда була побудована в 1885—1886 роках за часів Австро-Угорщини за проектом віденських архітекторів Бюро Фельнер & Гельмер, які проектували театральні будівлі в різних європейських містах. Була відкрита як «Міський театр» 22 вересня 1886 року оперою «Банк Бан» Ференца Еркеля, яка є однією з найважливіших угорських опер. На знак важливості цієї події в церемонії взяли участь Калман Тиса, тодішній угорський прем'єр-міністр, і весь його кабінет, а також відомий угорський письменник Мор Йокай. Гала-виставу провів сам Ференц Еркель. Оригінальна будівля була розрахована на 1000 глядачів і освітлювалась за допомогою 800 газових ламп, тоді як аудиторія мала люстру з 64 вогнями. Інтер'єр був прикрашений фресками живописця Пресбурга / Пожонь Корнеля Спаніка та картинами мюнхенського художника Віллібальда Лео фон Лютгендорфа-Лейнбурга, серед інших.
Австрійський скульптор Віктор Оскар Тільгнер побудував фонтан Ганімеда, розташований навпроти театру в 1888 році.
Будівля була відреставрована між 1969 і 1972 роками, коли за старою конструкцією було прибудовано нову сучасну технічну будівлю. Має унікальну люстру з 2532 лампочками, що дозволяє створювати мільйони поєднань світлових конструкцій на основі попередньо обраних програм.
Фрески у старій будівлі театру

Фрески Віллібальда Лео фон Лютгендорфа-Лейнбурга
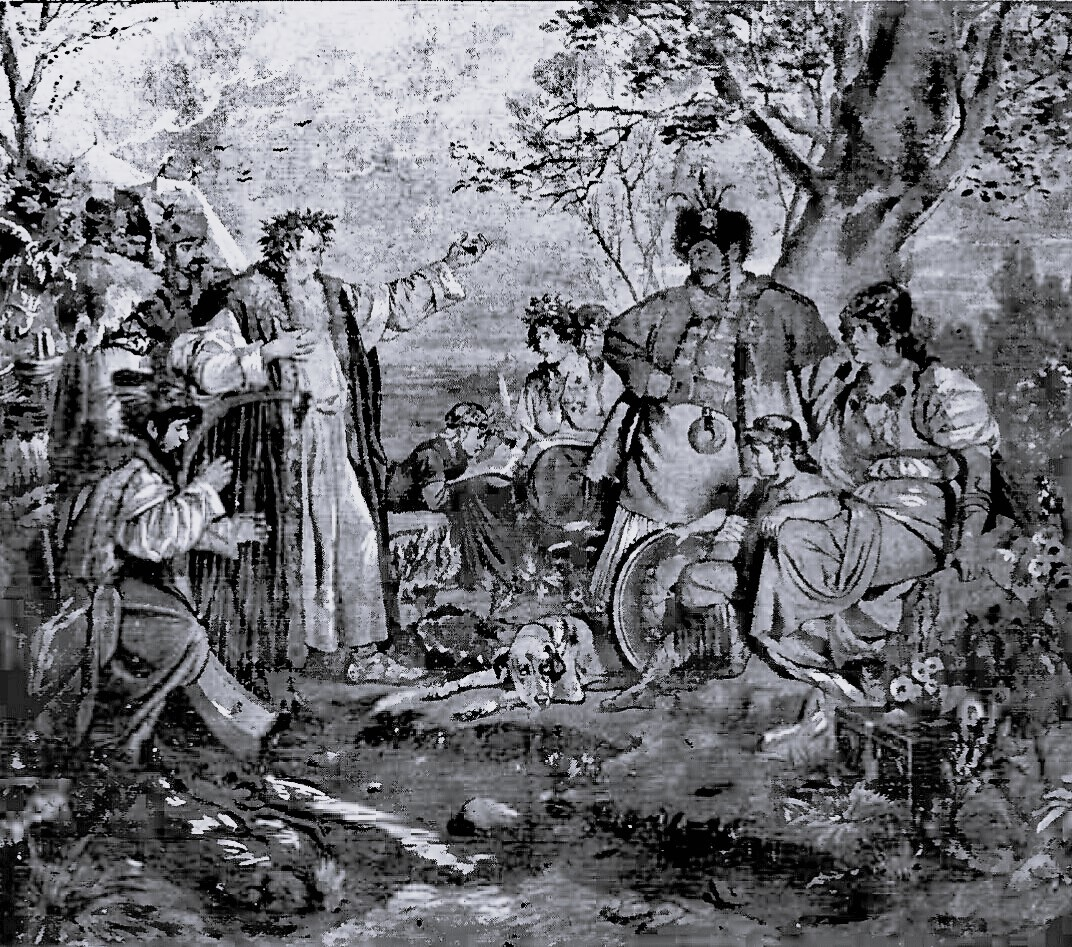
Старий угорський бард
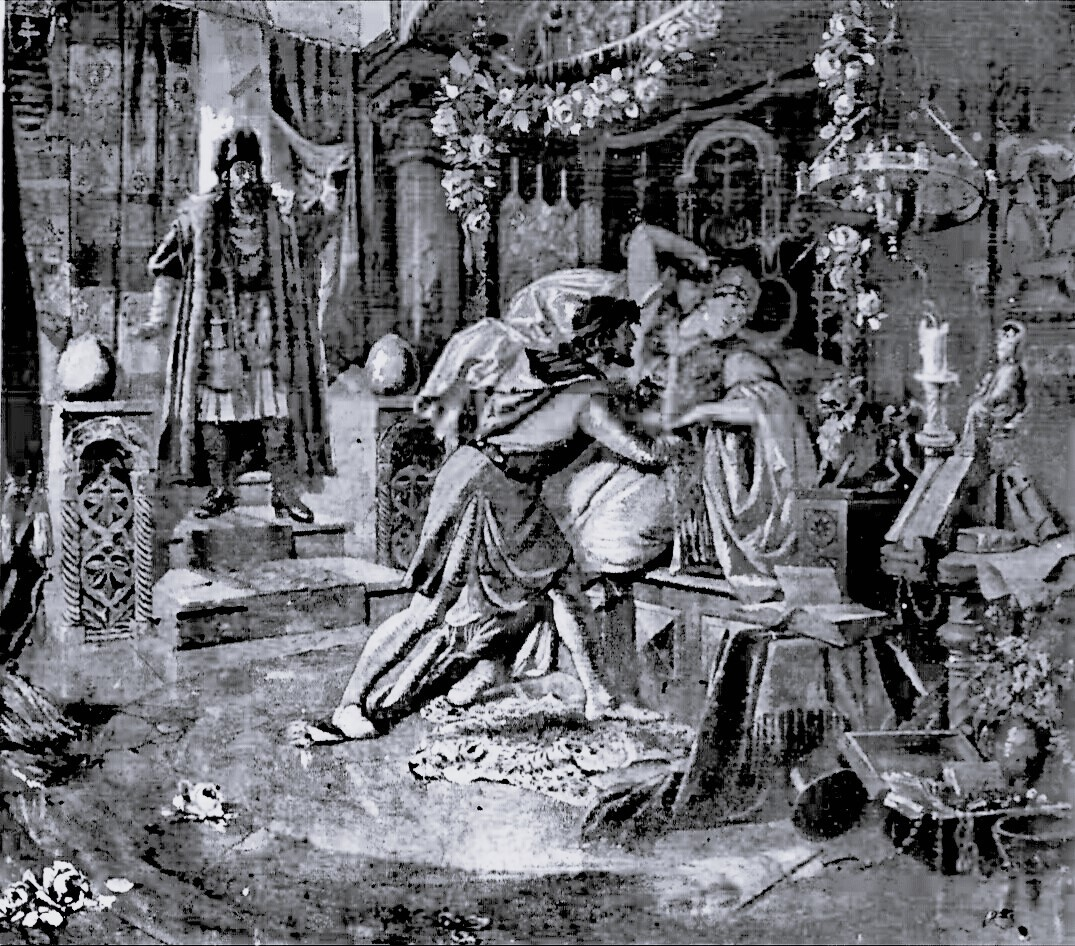
З трагедії Банк Бан
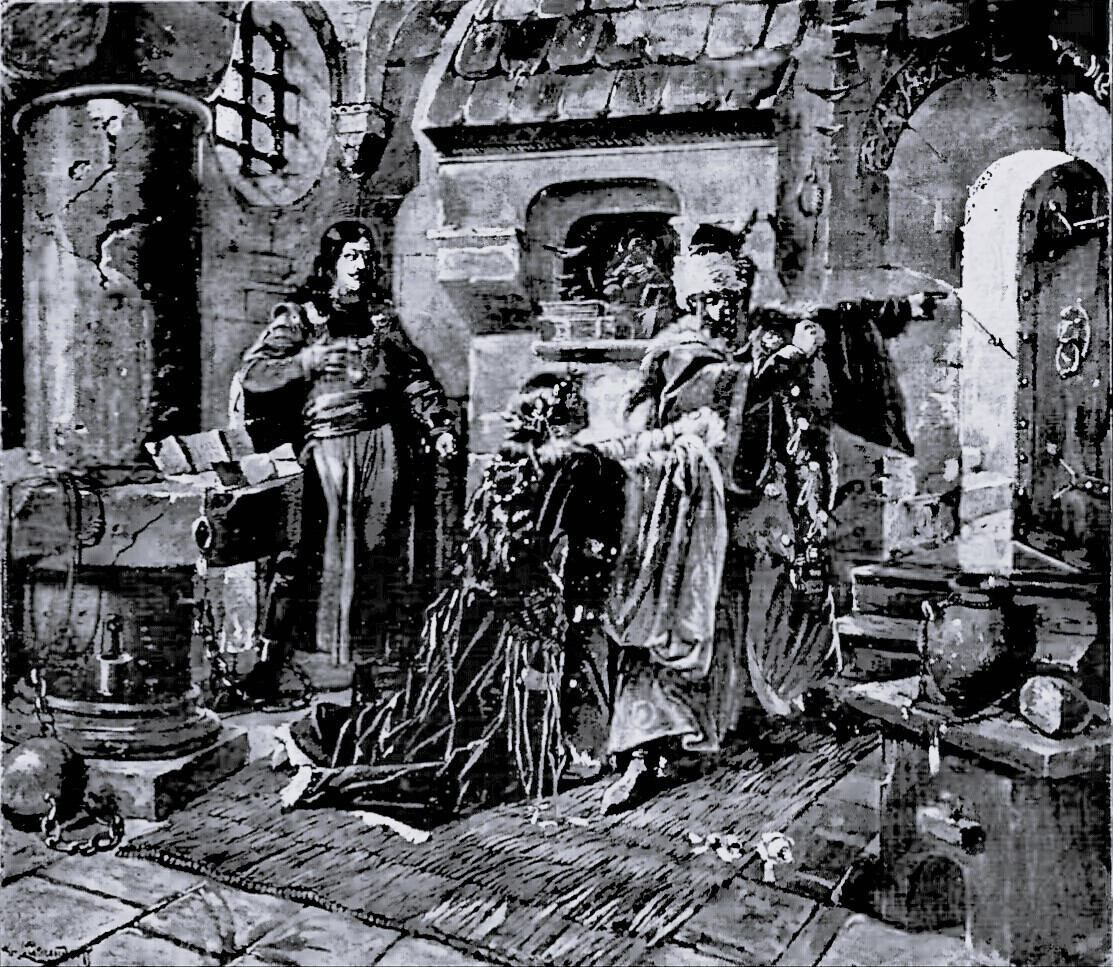
З опери Хунджаді Лаціо
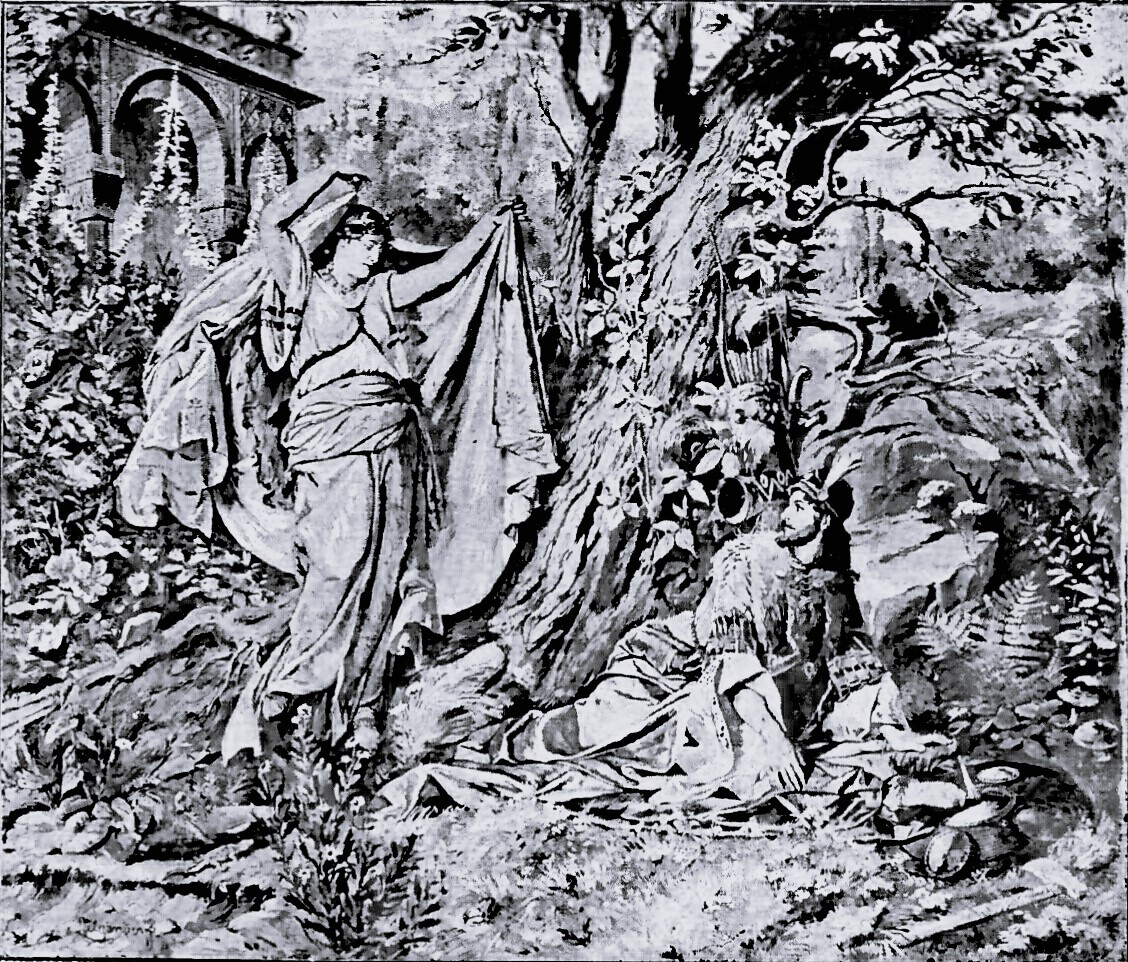
Казка

## Нова будівля

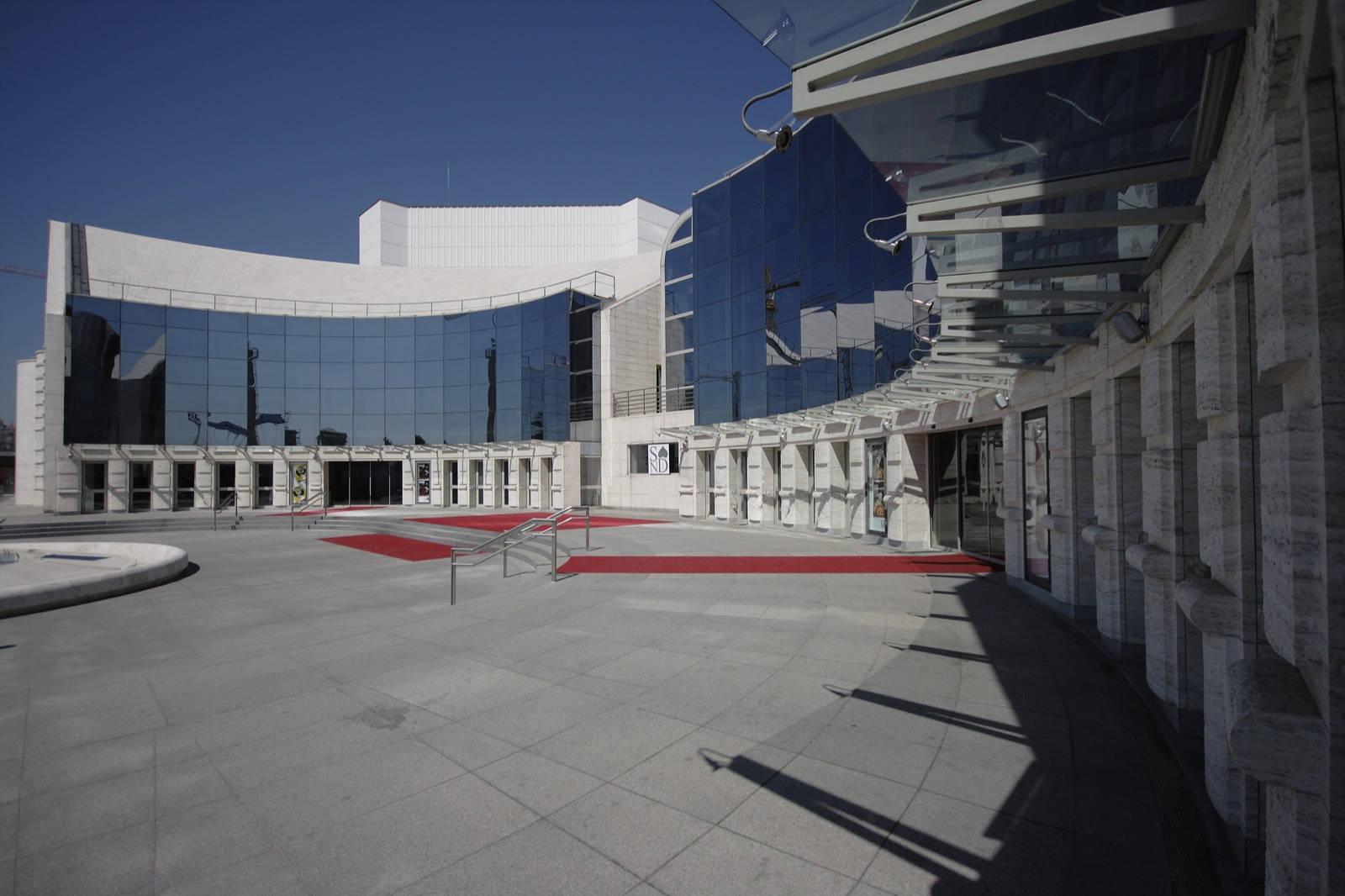
Фасад нової будівлі Словацького національного театру

Дизайн нової будівлі був створений на початку 1980-х років, а будівництво розпочато в 1986 році. Через брак коштів будівля будувалася 21 рік, що збільшило заплановані витрати з 874 мільйонів до майже 5 мільярдів словацьких крон. Будівля була остаточно відкрита 14 квітня 2007 року. У ній розміщені всі три ансамблі Словацького національного театру. Загалом вона розрахована на 1700 глядачів.

## Визначні особистості
- Оскар Недбал (режисер, 1923—1930)
- Єуген Сухонь
- Ян Ціккер
- Олександр Мойзес

Співаки
- Едіта Груберова
- Луція Попп
- Петер Дворський
- Йозеф Кундлак
- Адріана Кучерова[2]